# Speyeria edonis
Speyeria edonis är en fjärilsart som beskrevs av Gunder 1934. Speyeria edonis ingår i släktet Speyeria och familjen praktfjärilar. Inga underarter finns listade i Catalogue of Life.